# Ctenobrycon spilurus
Ctenobrycon spilurus, conocido con el nombre común de tetra plata o tetra plateado es una especie de peces de la familia Characidae en el orden de los Characiformes.

## Morfología
Los machos pueden llegar alcanzar los 8 cm de longitud total.

## Reproducción
La hembra pone alrededor de 2.000 huevos, los cuales eclosionan al cabo de 50 a 70 horas.

## Alimentación
Come principalmente zooplancton y, secundariamente,  plantas, gusanos, insectos y crustáceos

## Hábitat
Vive en zonas de clima tropical entre 23 °C - 27 °C de temperatura.

## Distribución geográfica
Se encuentran en Sudamérica:  cuenca del río Orinoco y cuencas fluviales costeras de la Guayana Francesa, Surinam y Guayana .